# ミドルゼー
ミドルゼー (オランダ語: Middelzee; 西フリジア語: Middelsee、「中の海」の意味) は、現在のオランダ北部フリースラント州を流れるボーン川の河口にかつて存在した三角江である。フリースラント州の中央部に位置し、イースターホアとウェストルホアを隔てていた。

## 歴史

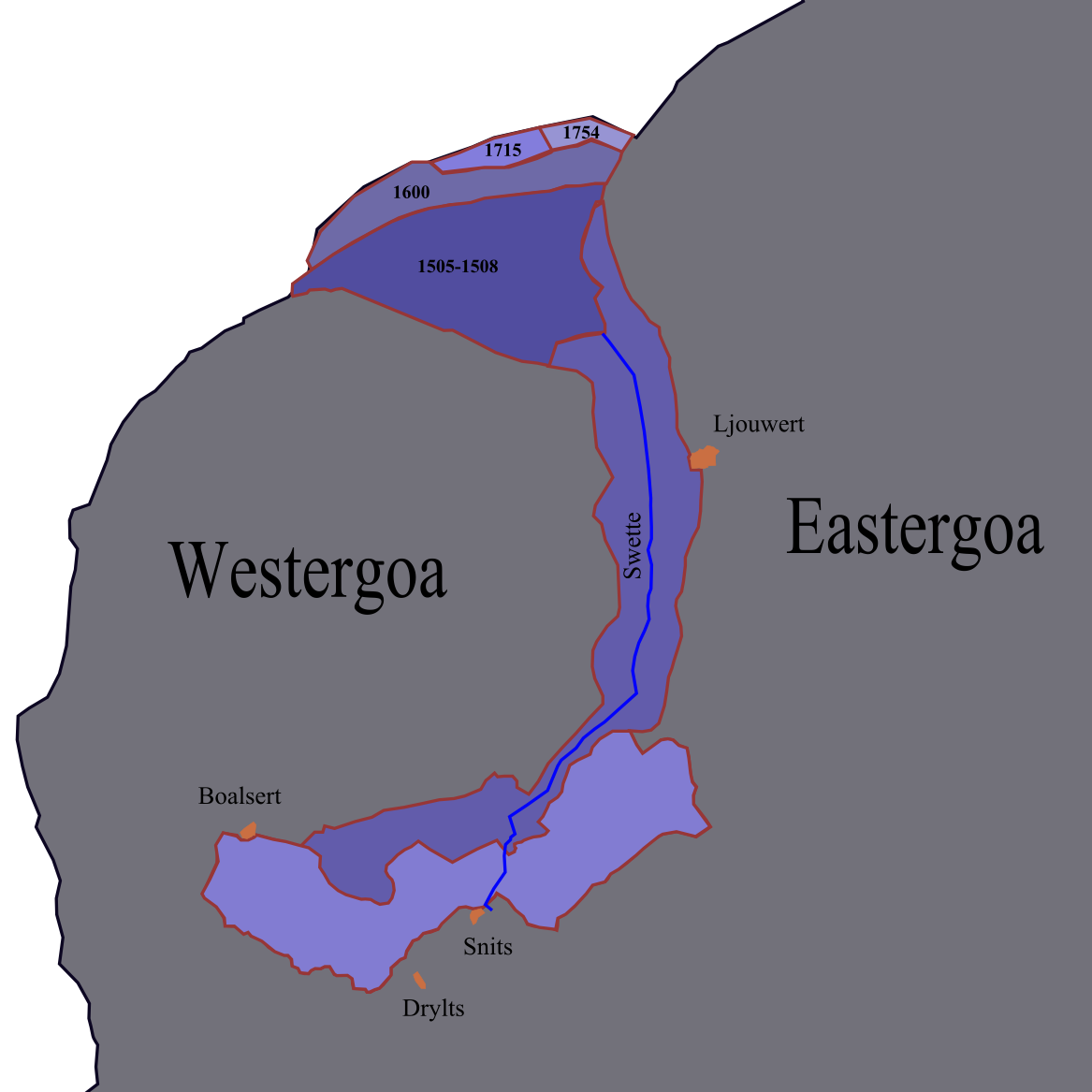
ミドルゼーの地図。ミドルゼーの西側がウェストルホアで、東側がイースターホア。なお、数字は埋め立てられた年代である。

かつてミドルゼーはワッデン海に面した三角江であった。しかし、15世紀までには入り江のような地形は消え、西フリースラントの北の海岸線が若干食い込んでいる程度の形状になった。16世紀初頭からは干拓が本格的に始まり、18世紀までにかつての地形は消滅し、ナイエ・ランネン（新しい土地）が形成された。
現在でも、この地域に存在する村は少ない。土が肥えているため牧草地として利用されているほか、オランダ空軍のレーワルデン空軍基地が立地している。 
ミドルゼーは歴史的にBordine、Bordaa、Borndiep、Boerdiep、Bordenaといった様々な名称で呼ばれた。